# Bae Sung-yeon
Bae Sung-yeon (hangul: 배성연; hanja: 裵成嬿; rr: Bae Seong-yeon; MR: Pae Sǒng-yǒn; Seongdong-gu, 25 de maio de 1999), mais frequentemente creditada apenas como Sungyeon (hangul: 성연), é uma cantora sul-coreana. Ficou mais popularmente conhecida por ser integrante do grupo feminino Pristin.

## Biografia
Bae Sung-yeon nasceu em 25 de março de 1999, em Seongdong-gu, Coreia do Sul, mas se mudou para os Estados Unidos quando ainda era criança. Ela frequentou a Orange Country School of the Arts.

## Carreira
Bae Sung-yeon treinou durante oito anos na Pledis Entertainment. Durante seu treinamento, ela apareceu no videoclipe My Copycat de Orange Caramel.
Em março de 2016, foi confirmado que Bae Sung-yeon estrearia como integrante do grupo feminino Plediz Girls (mais tarde conhecido como Pristin). O grupo lançou um single digital intitulado We, que foi escrito por Sungyeon. O single foi oficialmente lançado em 27 de junho. Plediz Girls manteve diversos concertos para promover o grupo antes da estreia oficial.
Em julho, competiu no programa Girls Spirit, uma competição na qual as vocalistas principais de grupos femininos mostram sua potência vocal.
Pristin estreou oficialmente em 21 de março de 2017 com o lançamento do extended play Hi! Pristin.

## Discografia

### Composições
| Ano  | Titulo           | Álbum       | Notas                                                           |
| ---- | ---------------- | ----------- | --------------------------------------------------------------- |
| 2016 | "We"             |             | Com Roa, Eunwoo e Xiyeon                                        |
| 2017 | "Wee Woo"        | Hi! Pristin | Com Gye Bum Joo, Bae Soo Jung e Gustav Karistrom                |
| 2017 | "Black Widow"    | Hi! Pristin | Com Roa, Petren Simon Josef Sakaria e Yiva Dimberg              |
| 2017 | "Running"        | Hi! Pristin | Com Roa, Rena, Lee Ki Yong, Jung Jung Ho                        |
| 2017 | "Over and Over"  | Hi! Pristin | Com Eunwoo, Yuha, Kyulkyung, Xiyeon e Kyla                      |
| 2017 | "We Are Pristin" | Schxxl Out  | Com Xiyeon, Bumzu, G-High                                       |
| 2017 | "We Like"        | Schxxl Out  | Com Roa, Maja Keuc, Bumzu, Joe Michel, Park Kitae, Simon Petrén |
| 2017 | "You're My Boy"  | Schxxl Out  | Com Nayoung, Roa, Rena, Xiyeon, Kyla, Iggy, Youngbae            |

## Filmografia

### Programas de televisão
| Ano  | Nome         | Emissora | Função      | Notas               |
| ---- | ------------ | -------- | ----------- | ------------------- |
| 2016 | Girls Spirit | JTBC     | Concorrente | Com outras cantoras |

## Videografia
| Ano  | Nome       | Artista        |
| ---- | ---------- | -------------- |
| 2014 | My Copycat | Orange Caramel |